# Swartz Nunataks
Swartz Nunataks är nunataker i Antarktis. De ligger i Östantarktis. Nya Zeeland och Australien gör anspråk på området.